# タッチ (岩崎良美の曲)
「タッチ」（TOUCH）は、岩崎良美の20枚目のシングル。1985年3月21日にキャニオン・レコードから発売された。表題曲はフジテレビ系アニメ『タッチ』のオープニングテーマ曲。

## 概要
A面曲「タッチ」は、1985年3月から1987年3月までフジテレビ系列で放送されたアニメ番組『タッチ』の第1期オープニングテーマ曲として、B面曲「君がいなければ」は同アニメのエンディングテーマ曲として使用された。
オリコンチャートのデータでは、1980年（昭和55年）5月リリースの「涼風」の18位を上回る週間12位まで上昇した。1985年度の年間売上では39位となり、岩崎のシングルとしては最大のセールスを記録した。また、この曲で1985年5月30日に放送されたTBSテレビ『ザ・ベストテン』の ″今週のスポットライト″ コーナーに出演し、実姉の岩崎宏美と共演した（良美自身は1980年7月の「涼風」以来、5年振りの同番組登場となった。姉の宏美は「決心」の歌唱を披露した）。
1987年（昭和62年）には、ディスコバージョンなどが収録された「TOUCH 12inch club mix」（C12A-0556）が発売。2007年（平成19年）には、岩崎本人のセルフカバー「タッチ（21st century ver.）」（KDSD-00134）が発売された。
シングル発売から長く経過した現在も「狙いうち」「サウスポー」などと共に、日本の高校野球の応援歌として定番の楽曲である。時代を超えたロングセラーであり、シングル版の初出から40年後の2025年3月度日本レコード協会発表において、ダウンロードでのプラチナ（25万DL）が認定された。
オリジナル盤発売時は、レコード収録曲が童謡と判断されれば物品税非課税であったため、発売元のキャニオン・レコード（現:ポニーキャニオン）は本レコードを童謡扱いとしていたが、1986年（昭和61年）に東京国税局が「番組とは独立して聴ける若者向けの曲」と判定したため、本レコードについても物品税が課せられるようになった。
2011年（平成23年）に川崎警察署が、「タッチ」の替え歌「街角デンジャラス」を制作した。2020年9月6日にテレビ朝日系列にて放送された『国民13万人がガチ投票! アニメソング総選挙』では、第5位にランクインした。
2021年（令和3年）1月、マクドナルドの商品「チキンタツタ」発売30周年キャンペーンCMソングに「タッチ」の替え歌「タツタ」を岩崎本人が歌唱、岩崎本人による替え歌は、CMソングとしては今回が初という。
なお、リリース40周年に先立って、2024年7月24日にセルフカバーした「2024 Ver.」がエイベックスからリリースし（AVCD-61455）、ミュージックビデオも制作されている。
作曲した芹澤廣明によると、「タッチ」には未採用に終わった別の歌詞が存在するという。また歌手が岩崎に決まったのは仮歌を入れた後であるという。
ギターが印象的な4小節のイントロ。矢島賢が演奏している。

## 補足
1985年8月に発売されたアニメ『タッチ』のサウンドトラック『タッチ Music Flavor 2』には、"TV Version"と称してオープニング及びエンディングにて使用される前提で１コーラス程度に編集された「タッチ」と「君がいなければ」が収録されている。しかし、「タッチ（TV Version）」は番組で使用されたものと同じ音源だが、「君がいなければ（TV Version）」については実際に使用された1分40秒強に編集された音源と別のものである。

## 収録曲
（全作詞：康珍化 - 作曲・編曲：芹澤廣明）
1. タッチ
2. 君がいなければ

### TOUCH 12inch club mix
（全作曲：芹澤廣明 - 編曲：武部聡志）
1. TOUCH（EXTENDED ENGLISH VERSION）
作詞：Jim Steele
  - 「タッチ」「愛がひとりぼっち」「チェッ!チェッ!チェッ!」「情熱物語」の4曲を使用したクラブ・ミックス。
2. TOUCH（DUB VERSION）
作詞：Jim Steele
3. TOUCH（EXTENDED JAPANESE VERSION）
作詞：康珍化

### TOUCH カセットシングル
- A面

1. TOUCH（EXTENDED ENGLISH VERSION）
2. TOUCH（DUB VERSION）

- B面

1. TOUCH（EXTENDED JAPANESE VERSION）
2. TOUCH（EXTENDED JAPANESE VERSION）（カラオケ） *未CD化

## カバー
- 日髙のり子 - 1987年2月21日発売のアルバム『浅倉南 Touch in Memory』に収録。
- 三ツ矢雄二 - 1987年2月21日発売のアルバム『上杉達也 Touch in Memory』 に収録。
- 岡崎裕美 - 東芝EMI版カバー。1991年11月27日発売『テレビ人気こどものうた』（規格品番：TOCT-6349）収録。
- 沢井なつ美 & Quick-Times  - 1998年11月21日発売のアルバム『タッチ Miss Lonely Yesterday あれから君は… オリジナルサウンドトラック』 に収録。曲名は「タッチ フライデーナイト・バージョン」。
- 中山みさ - 2002年11月18日発売『子供の歌(12) おさかな天国』（キープ／日本クラウン、CD：TCD-512／カセット：TMC-512）収録
- 芹澤廣明 - 2001年2月1日発売のアルバム『タッチ CROSS ROAD〜風のゆくえオリジナル・サウンドトラック』に収録。
- Raphael - 2001年2月21日発売のアルバム『不滅華』に収録。
- 新谷さなえ - 2002年8月22日発売のアルバム『pop'n music 8 AC ♥ CS pop'n music 6』に収録。
- HEAVY HITTER♂ & The Friends - 2002年11月20日発売のアルバム『アニメどパンク甲子園』に収録。
- アニメタル - 2003年6月25日発売のアルバム『アニメタルマラソンV』に収録。
- ユンナ - 2005年9月7日発売のシングル「タッチ/夢の続き」に収録。
- 井上和彦 - 2007年9月19日発売のアルバム『百歌声爛 男性声優編』に収録。
- 稲村優奈 - 2007年10月3日発売のアルバム『百歌声爛 女性声優編』に収録。
- 伊瀬茉莉也 - 2007年10月3日発売のアルバム『百歌声爛 女性声優編』に収録。
- 藤村歩 - 2007年10月3日発売のアルバム『百歌声爛 女性声優編』に収録。
- 森下悠里 - 2007年10月10日発売のミニアルバム『ゆうりセンセーション〜セクシー台風〜』に収録。
- 名塚佳織 - 2008年1月23日発売のアルバム『百歌声爛 女性声優編II』に収録。
- 浪川大輔 - 2009年3月18日発売のアルバム『百歌声爛 男性声優編III』に収録。
- 中村繪里子 - 2009年3月18日発売のアルバム『百歌声爛 女性声優編III』に収録。
- MAX - 2010年9月8日発売のアルバム『BE MAX』に収録。
- 豊口めぐみ - 2012年2月8日発売のアルバム『新・百歌声爛II 女性声優編』に収録。
- Dancing Dolls - 2012年9月12日発売のシングル「タッチ-A.S.A.P.-」に収録。
- 朝倉さや - 2014年10月3日発売のカバーアルバム『方言革命』に収録。歌詞は山形弁に“翻訳”されている。
- 都はるみ - 2014年11月19日発売のアルバム『エンカのチカラプレミアム≪青盤≫』に収録。
- でんぱ組.inc - 2015年9月16日発売のシングル「あした地球がこなごなになっても」（初回限定盤C）に収録。
- 原紗友里、青木瑠璃子、洲崎綾 - 2018年8月1日発売のアルバム『CINDERELLA PARTY! でれぱ音頭 ＼ドンドンカッ／』に収録。
- Qyoto - 2019年7月31日発売のシングル「君に伝えたストーリー」に収録。
- ClariS - 2019年8月14日発売のアルバム『SUMMER TRACKS -夏のうた-』に収録。
- Lyrical Lily - 2021年1月20日発売のアルバム『D4DJ Groovy Mix カバートラックス vol.1』に収録。